# (35690) 1999 CT21
1999 CT21 (asteroide 35690) é um asteroide da cintura principal. Possui uma excentricidade de 0.13164310 e uma inclinação de 7.71635º.
Este asteroide foi descoberto no dia 10 de fevereiro de 1999 por LINEAR em Socorro.